# Mns Rangkileh
Mns Rangkileh is een bestuurslaag in het regentschap Aceh Utara van de provincie Atjeh, Indonesië. Mns Rangkileh telt 531 inwoners (volkstelling 2010).